# (9065) 1993 FN1
1993 أف أن 1 (ويعرف أيضًا باسم (9065) 1993 أف أن 1 وفق تسمية الكوكب الصغير) (بالإنجليزية: 1993 FN1)‏ هو كويكب ضمن حزام الكويكبات؛ وترتيبه 9065 من حيث الاكتشاف.
اكتُشف هذا الجُرم الفلكي بواسطة هيروشي كانيدا في 25 مارس 1993.

## وصلات خارجية
- (9065) 1993 FN1 في قاعدة بيانات مختبر الدفع النفاث لأجرام النظام الشمسي الصغيرة

- الاكتشاف · مخطط المدار ·  العناصر المدارية · المعلمات المادية

- (9065) 1993 FN1 على موقع ويكي سكاي: DSS2, SDSS, GALEX, IRAS, Hydrogen α, X-Ray, Astrophoto, Sky Map, Articles and images